# فیل آیری
فیل آیری (انگلیسی: Phil Airey؛ زادهٔ ۱۴ نوامبر ۱۹۹۱) بازیکن فوتبال اهل بریتانیا است.
از باشگاه‌هایی که در آن بازی کرده‌است می‌توان به باشگاه فوتبال بلیث اسپارتانس، باشگاه فوتبال گیتزهد، باشگاه فوتبال هیبرنین، باشگاه فوتبال ویتلی بای، و باشگاه فوتبال نیوکاسل یونایتد اشاره کرد.